# Uovo con gallina e pendente di zaffiro
L'Uovo con gallina e pendente di zaffiro è uno delle uova imperiali Fabergé, un uovo di Pasqua gioiello che il penultimo Zar di Russia, Alessandro III donò a sua moglie, la Zarina Marija Fëdorovna.

## Storia
Fu fabbricato a San Pietroburgo nel 1886 sotto la supervisione del gioielliere russo Peter Carl Fabergé della Fabergè.
È uno delle otto uova imperiali Fabergé andate perdute.

## Proprietari
Il 5 aprile 1886 il laboratorio della Fabergé inviò l'uovo allo Zar Alessandro III che lo donò alla Zarina il 13 aprile dello stesso anno.
L'uovo fu custodito nel Palazzo Aničkov fino alla rivoluzione del 1917. 
L'ultima traccia documentata è in un inventario del Governo provvisorio del 1922 quando l'uovo si trovava nel Palazzo dell'Armeria del Cremlino.
Non è noto se l'uovo è andato perduto o è attualmente in mano a privati.

## Descrizione
Non si conoscono i dettagli dell'uovo poiché non sono note fotografie o illustrazioni e le descrizioni scritte sono talvolta in conflitto tra loro.
Il regalo è descritto nell'archivio imperiale del 1886 come "una gallina d'oro e diamanti taglio rosetta che prende un uovo di zaffiro da un nido" .
L'uovo di zaffiro era tenuto leggermente nel becco della gallina; questa e il cestino erano entrambi d'oro tempestati con centinaia di diamanti taglio-rosetta.
L'archivio del Governo Provvisorio Russo descrive la gallina come d'argento su un supporto d'oro, però questa descrizione è probabilmente errata dal momento che gli ordini per l'uovo dello zar del 1886 indicano specificamente che il regalo doveva essere d'oro.